# Национальный институт психического здоровья
Национальный институт психического здоровья (англ. National Institute of Mental Health, NIMH) — институт, находящийся в ведении высших федеральных органов государственной власти США, и крупнейшая исследовательская организация в мире, специализирующаяся на изучении психических расстройств. Одна из 27 организаций Национальных институтов здравоохранения, которые, в свою очередь, находятся в ведении Департамента здравоохранения и социальных служб США.   